# Joe Lauzon
Joseph Edward Lauzon Jr., meglio conosciuto come Joe Lauzon (Brockton, 22 maggio 1984), è un lottatore di arti marziali miste statunitense attualmente sotto contratto con la Ultimate Fighting Championship, nella quale combatte nella divisione dei pesi leggeri.
È il fratello minore di Dan Lauzon, anch'egli un lottatore professionista di MMA con trascorsi in UFC, Affliction e WSOF.

## Carriera nelle arti marziali miste

### Inizio carriera
Lauzon, dopo essersi diplomato al Wentworth Institute of Technology ed aver lavorato come amministratore di un network, cominciò ad allenarsi nelle arti marziali miste.
Inizio la sua carriera nella MMA come amatore, dove ottenne un record di 5 vittorie e 3 sconfitte.
Nel 2004, Lauzon ebbe il suo primo match dentro la gabbia con una promozione locale del Massachusetts, dove vinse al primo round con un armbar; successivamente vinse otto incontri di fila per sottomissione. Lauzon vinse anche un torneo ad 8 partecipanti, dove sconfisse tre avversari di fila nella stessa notte. Lo stesso anno ottenne il titolo di migliore combattente del Massachusetts.
Lauzon debutto nella UFC contro l'ex campione dei pesi leggeri Jens Pulver a UFC 63 il 23 settembre 2006, vincendo l'incontro per KO in solo 48 secondi.

### The Ultimate Fighter
Lauzon partecipò alla quinta stagione di The Ultimate Fighter come peso leggero. Fu scelto nel team di B.J. Penn, contro il team capitanato da Jens Pulver. Lauzon sconfisse Brian Geraghty nei round preliminari; subito dopo sconfisse anche Cole Miller nei quarti, anche se la vittoria fu controversa a causa di colpi illegali sferrati dietro la testa di Miller; durante il match fu dato a Miller il tempo di riprendersi, ma al riavvio del match restò piuttosto provato dai colpi ricevuti precedentemente portando inevitabilmente Lauzon alla vittoria. In semifinale venne sconfitto per decisione unanime da Manvel Gamburyan.

### Ultimate Fighting Championship
A UFC 78 Lauzon sottomise l'imbattuto Jason Reinhardt con una rear-naked choke nel primo round. Lauzon mise immediatamente Reinhardt al tappeto per poi spostarsi nella posizione nord-sud; Reinhardt diete le spalle a Lauzon che immediatamente si avvinghiò a lui eseguendo una rear-naked choke.
Il 2 aprile del 2008, Kenny Florian sconfisse Lauzon nel main event di UFC Fight Night: Florian vs. Lauzon per Ko tecnico. Il primo round Florian procurò un taglio sul volto di Lauzon con una potente gomitata, successivamente riuscì a portare a segno molti takedowns e manovre di sottomissione. Ad inizio del secondo round, Florian portò al tappeto Lauzon, avanzando successivamente in posizione montata e colpendo con ripetuti pugni il volto di Lauzon fino alla fine dell'incontro per Ko Tecnico.
Lauzon sconfisse Kyle Bradley per Ko Tecnico (pugni) al secondo round dell'evento UFC Fight Night: Diaz vs. Neer. Al primo round, Bradley andò a segno con un pugno mandando al tappeto Lauzon; quest'ultimo riuscì però a riprendersi durante i minuti seguenti. Al secondo round portò a segno un takedown e a raggiungere la posizione montata, mandando a segno moltissimi pugni fino allo stop dell'arbitro per KO Tecnico.
Il 7 febbraio del 2009, Lauzon doveva affrontare l'ex campione WEC dei pesi leggeri Hermes Franca nel main event di UFC Fight Night 17. Tuttavia, Franca subì un infortunio al legamento crociato anteriore del ginocchio destro; al suo posto affrontò Jeremy Stephens, sconfiggendolo con un armbar al secondo round.
Lauzon affrontò Sam Stout il 2 gennaio del 2010 a UFC 108; Lauzon perse il match per decisione unanime, ma ottenne il premio di Fight of the Night.
Il 28 agosto 2010 a UFC 118, Lauzon doveva affrontare Terry Etim ma quest'ultimo rinunciò al match per infortunio. Subito dopo Joe fu inserito nell'incontro contro un membro del cast della quinta stagione di Ultimate Fighter, Gabe Ruediger. Durante la verifica del peso, Ruediger regalò una torta a Lauzon con su scritto "Sorry for your loss" (Scusa per la sconfitta). Lauzon sconfisse Ruediger con un armbar a 2:01 secondi del primo round, dominando l'intero match.
Il 20 novembre 2010, Lauzon affrontò George Sotiropoulos all'evento UFC 123. Lauzon iniziò un buon primo round, tuttavia alla fine di quest'ultimo rimase parecchio provato e stanco. Il secondo round vide un Lauzon combattere in maniera passiva, ciò portò Sotiropoulous ad ottenere una buona posizione a terra che gli permise di chiudere il match con una kimura, che costrinse Lauzon alla resa.
Lauzon affrontò Curt Warburton il 26 giugno 2011, ad UFC Live: Kongo vs. Barry. Vinse il match con una kimura al primo round.
Il 19 novembre 2011 a UFC 138 doveva affrontare Charles Oliveira. Tuttavia, Oliveira dovette affrontare Donald Cerrone il 14 agosto 2011 ad UFC Live: Hardy vs. Lytle, sostituendo un infortunato Paul Taylor.
Lauzon sconfisse Melvin Guillard, l'8 ottobre 2011 con una rear-naked choke all'evento UFC 136; con ciò ottenne il riconoscimento Submission of the Night.
Il 26 febbraio 2012 all'evento UFC 144 affrontò Anthony Pettis. Venne sconfitto per KO dopo 91 secondi.
Lauzon doveva affrontare il 4 agosto 2012 Terry Etim, all'evento UFC on Fox: Shogun vs. Vera. Etim, però, subì un infortunio e venne sostituito da Jamie Varner. Dopo un incontro equilibrato, Lauzon ebbe la meglio bloccando l'avversario in una triangle choke al minuto 2:44 del terzo round. La sua performance gli fece ottenere due premi, il Fight of the Night e la Submissione of the Night. Con ciò ottenne anche la nomination per il premio di incontro dell'anno alla World MMA Awards.
Il 29 dicembre 2012 ad UFC 155, doveva affrontare Gray Maynard. Tuttavia, Maynard subì un infortunio al ginocchio e venne sostituito da Jim Miller. Miller vinse l'incontro per decisione unanime; entrambi ottennero il riconoscimento Fight of the Night.
Il 17 agosto 2013 affrontò Michael Johnson, all'evento UFC Fight Night: Shogun vs. Sonnen. Venne però sconfitto per decisione unanime.
Il 14 dicembre 2013 a UFC on Fox: Johnson vs. Benavidez 2, affrontò Mac Danzig. Lauzon vinse il match per decisione unanime.
Il 5 settembre 2014 a UFC Fight Night: Souza vs. Mousasi affrontò Michael Chiesa. Lauzon vinse il match per KO Tecnico dopo che, durante il secondo round, aprì un profondo taglio sull'occhio destro di Chiesa portando il medico a fermare l'incontro. I due ottennero il premio Fight of the Night.
In novembre avrebbe dovuto affrontare Diego Sanchez in Messico come sostituto di Norman Parke, ma lo stesso Lauzon diede forfeit.
Nel gennaio del 2015 viene messo KO da Al Iaquinta. Mentre a luglio affrontò e sconfisse per KO tecnico il veterano Takanori Gomi in un finale molto controverso. Lauzon dopo aver mandato al tappeto Gomi e aver raggiunto con molta facilità la posiziona back mount, cominciò a connettere con un poderoso ground and pound fino a che Lauzon decise di spontanea volontà di rialzarsi e terminare il suo attacco prima che l'arbitro decretasse la fine dell'incontro per KO tecnico.
A dicembre affrontò Evan Dunham all'evento finale della ventiduesima stagione del reality The Ultimate Fighter, perdendo l'incontro per decisione unanime.
Il 9 luglio del 2016 dovette affrontare Diego Sanchez all'evento UFC 200. Dopo quasi un minuto dall'inizio dell'incontro, Lauzon andò a segno con una serie di pugni che stordirono vistosamente Sanchez; quest'ultimo tentò di recuperare dal colpo subito ma Lauzon continuò il suo attacco feroce, fino a porre fine al match per KO tecnico. Lauzon fu il primo lottatore a finalizzare Sanchez con lo striking. Con questa vittoria ottenne il premio Performance of the Night.
Dati i pochissimi colpi subiti nell'ultimo incontro, Lauzon venne subito scelto per poter affrontare in un rematch Jim Miller, il 27 di agosto. Dopo un incontro durato ben 15 minuti, dove entrambi i lottatori si scambiarono pesanti colpi senza quasi mai fermarsi, Lauzon venne sconfitto decisione non unanime. Questa sconfitta fu molto controversa, dato che solo 1 media diede come vincitore Miller. Entrambi vennero premiato con il riconoscimento Fight of the Night.
Il 15 gennaio del 2017 affrontò e sconfisse per decisione non unanime, il polacco Marcin Held.

### Titoli e riconoscimenti
- Ultimate Fighting Championship
  - Submission of the Night (6 volte)
  - Fight of the Night (6 volte)
  - Knockout of the Night (1 volta)
- World Fighting League
  - WFL Grand Prix Champion
- World MMA Awards
  - 2012 Fight of the Year (vs. Jim Miller)
- Massachusetts MMA outlets
  - 2004 Massachusetts Fighter of the Year

## Risultati nelle arti marziali miste
Gli incontri segnati su sfondo grigio si riferiscono ad incontri di esibizione non ufficiali o comunque non validi per essere integrati nel record da professionista.
| Risultato | Record | Avversario          | Metodo                               | Evento                                                    | Data              | Round | Tempo | Luogo                        | Note                                         |
| --------- | ------ | ------------------- | ------------------------------------ | --------------------------------------------------------- | ----------------- | ----- | ----- | ---------------------------- | -------------------------------------------- |
| Sconfitta | 27-15  | Chris Gruetzemacher | KO Tecnico (stop dall'angolo)        | UFC 223: Khabib vs Iaquinta                               | 7 aprile 2018     | 2     | 5:00  | Brooklyn, Stati Uniti        |                                              |
| Sconfitta | 27-14  | Clay Guida          | KO Tecnico (pugni e gomitate)        | UFC Fight Night: Poirier vs. Pettis                       | 11 novembre 2017  | 1     | 1:07  | Norfolk, Stati Uniti         |                                              |
| Sconfitta | 27-13  | Stevie Ray          | Decisione (maggioritaria)            | UFC Fight Night: Swanson vs. Lobov                        | 22 aprile 2017    | 3     | 5:00  | Nashville, Stati Uniti       |                                              |
| Vittoria  | 27-12  | Marcin Held         | Decisione (non unanime)              | UFC Fight Night: Rodriguez vs. Penn                       | 15 gennaio 2017   | 3     | 5:00  | Phoenix, Stati Uniti         |                                              |
| Sconfitta | 26-12  | Jim Miller          | Decisione (non unanime)              | UFC on Fox: Maia vs. Condit                               | 27 agosto 2016    | 3     | 5:00  | Vancouver, Canada            | Fight of the Night                           |
| Vittoria  | 26-11  | Diego Sanchez       | KO Tecnico (pugni)                   | UFC 200: Tate vs. Nunes                                   | 9 luglio 2016     | 1     | 1:26  | Las Vegas, Stati Uniti       | Performance of the Night                     |
| Sconfitta | 25-11  | Evan Dunham         | Decisione (unanime)                  | The Ultimate Fighter: Team McGregor vs. Team Faber Finale | 11 dicembre 2015  | 3     | 5:00  | Las Vegas, Stati Uniti       |                                              |
| Vittoria  | 25-10  | Takanori Gomi       | KO Tecnico (pugni)                   | UFC on Fox: Dillashaw vs. Barão 2                         | 25 luglio 2015    | 1     | 2:37  | Chicago, Stati Uniti         |                                              |
| Sconfitta | 24-10  | Al Iaquinta         | KO Tecnico (pugni)                   | UFC 183: Silva vs. Diaz                                   | 31 gennaio 2015   | 2     | 3:34  | Las Vegas, Stati Uniti       |                                              |
| Vittoria  | 24-9   | Michael Chiesa      | KO Tecnico (stop medico)             | UFC Fight Night: Souza vs. Mousasi                        | 5 settembre 2014  | 2     | 2:14  | Ledyard, Stati Uniti         | Fight of the Night                           |
| Vittoria  | 23-9   | Mac Danzig          | Decisione (unanime)                  | UFC on Fox: Johnson vs. Benavidez 2                       | 14 dicembre 2013  | 3     | 5:00  | Sacramento, Stati Uniti      |                                              |
| Sconfitta | 22-9   | Michael Johnson     | Decisione (unanime)                  | UFC Fight Night: Shogun vs. Sonnen                        | 17 agosto 2013    | 3     | 5:00  | Boston, Stati Uniti          |                                              |
| Sconfitta | 22-8   | Jim Miller          | Decisione (unanime)                  | UFC 155: Dos Santos vs. Velasquez II                      | 29 dicembre 2012  | 3     | 5:00  | Las Vegas, Stati Uniti       | Fight of the Night; Fight of the Year (2012) |
| Vittoria  | 22-7   | Jamie Varner        | Sottomissione (triangolo)            | UFC on Fox: Shogun vs. Vera                               | 4 agosto 2011     | 3     | 2:44  | Los Angeles, Stati Uniti     | Submission of the Night; Fight of the Night  |
| Sconfitta | 21-7   | Anthony Pettis      | KO (calcio in testa e pugni)         | UFC 144: Edgar vs. Henderson                              | 26 febbraio 2012  | 1     | 1:21  | Saitama, Giappone            |                                              |
| Vittoria  | 21-6   | Melvin Guillard     | Sottomissione (rear naked choke)     | UFC 136: Edgar vs. Maynard III                            | 8 ottobre 2011    | 1     | 0:47  | Houston, Stati Uniti         | Submission of the Night                      |
| Vittoria  | 20-6   | Curt Warburton      | Sottomissione (kimura triangolare)   | UFC Live: Kongo vs. Barry                                 | 26 giugno 2011    | 1     | 1:58  | Pittsburgh, Stati Uniti      | Submission of the Night                      |
| Sconfitta | 19-6   | George Sotiropoulos | Sottomissione (kimura)               | UFC 123: Rampage vs. Machida                              | 20 novembre 2010  | 2     | 2:43  | Arburn Hills, Stati Uniti    | Fight of the Night                           |
| Vittoria  | 19-5   | Gabe Ruediger       | Sottomissione (armbar)               | UFC 118: Edgar vs. Penn 2                                 | 28 agosto 2010    | 1     | 2:01  | Boston, Stati Uniti          | Submission of the Night                      |
| Sconfitta | 18-5   | Sam Stout           | Decisione (unanime)                  | UFC 108: Evans vs. Silva                                  | 2 gennaio 2010    | 3     | 5:00  | Las Vegas, Stati Uniti       | Fight of the Night                           |
| Vittoria  | 18-4   | Jeremy Stephens     | Sottomissione (armbar)               | UFC Fight Night: Lauzon vs. Stephens                      | 7 febbraio 2009   | 2     | 4:43  | Tampa, Stati Uniti           | Submission of the Night                      |
| Vittoria  | 17-4   | Kyle Bradley        | KO Tecnico (pugni)                   | UFC Fight Night: Diaz vs. Neer                            | 18 settembre 2008 | 2     | 1:34  | Omaha, Stati Uniti           |                                              |
| Sconfitta | 16-4   | Kenny Florian       | KO Tecnico (pugni e gomitate)        | UFC Fight Night: Florian vs. Lauzon                       | 2 aprile 2008     | 2     | 3:28  | Broomfield, Stati Uniti      | Fight of the Night                           |
| Vittoria  | 16-3   | Jason Reinhardt     | Sottomissione (rear naked choke)     | UFC 78: Validation                                        | 17 novembre 2007  | 1     | 1:14  | Newark, Stati Uniti          |                                              |
| Vittoria  | 15-3   | Brandon Melendez    | Sottomissione (triangolo)            | The Ultimate Fighter 5 Finale                             | 23 giugno 2007    | 2     | 2:09  | Las Vegas, Stati Uniti       | Submission of the Night                      |
| Sconfitta | NU     | Manny Gamburyan     | Decisione (unanime)                  | The Ultimate Fighter 5                                    | 7 giugno 2007     | 3     | 5:00  | Las Vegas, Stati Uniti       | Torneo dei Pesi Leggeri TUF 5, Semifinale    |
| Vittoria  | NU     | Cole Miller         | KO Tecnico (colpi)                   | The Ultimate Fighter 5                                    | 24 maggio 2007    | 2     | 3:58  | Las Vegas, Stati Uniti       | Torneo dei Pesi Leggeri TUF 5, Secondo turno |
| Vittoria  | NU     | Brian Geraghty      | Sottomissione (rear naked choke)     | The Ultimate Fighter 5                                    | 10 maggio 2007    | 1     | 1:13  | Las Vegas, Stati Uniti       | Torneo dei Pesi Leggeri TUF 5, Primo turno   |
| Vittoria  | 14-3   | Jens Pulver         | KO (pugni)                           | UFC 63: Hughes vs. Penn                                   | 23 settembre 2006 | 1     | 0:48  | Anaheim, Stati Uniti         | Debutto in UFC, Knockout of the Night        |
| Vittoria  | 13-3   | Douglas Brown       | Sottomissione (armbar)               | WFL 6: Real: No Fooling Around                            | 5 aprile 2006     | 1     | 1:47  | Revere, Stati Uniti          | Vince il torneo WFL Grand Prix               |
| Vittoria  | 12-3   | Zane Baker          | KO (slam)                            | WFL 6: Real: No Fooling Around                            | 5 aprile 2006     | 1     | 3:39  | Revere, Stati Uniti          | Torneo WFL Grand Prix, Semifinale            |
| Vittoria  | 11-3   | Adam Comfort        | Sottomissione (achilles lock)        | WFL 6: Real: No Fooling Around                            | 5 aprile 2006     | 1     | 1:44  | Revere, Stati Uniti          | Torneo WFL Grand Prix, Quarti di finale      |
| Sconfitta | 10-3   | Raphael Assunção    | Sottomissione (armbar)               | Absolute FC 15                                            | 18 febbraio 2006  | 2     | 4:37  | Fort Lauderdale, Stati Uniti |                                              |
| Vittoria  | 10-2   | Antoine Skinner     | Sottomissione (triangolo)            | CZ 12: Night of Champions                                 | 5 novembre 2005   | 1     | 1:00  | Revere, Stati Uniti          |                                              |
| Sconfitta | 9-2    | Ivan Menjivar       | Sottomissione (calf slicer)          | APEX: Undisputed                                          | 3 settembre 2005  | 1     | 3:39  | Montréal, Canada             |                                              |
| Vittoria  | 9-1    | Tim Honeycutt       | KO Tecnico (pugni)                   | Absolute FC 13                                            | 30 luglio 2005    | 1     | 0:11  | Fort Lauderdale, Stati Uniti |                                              |
| Sconfitta | 8-1    | Jorge Masvidal      | KO Tecnico (pugni)                   | Absolute FC 12                                            | 30 aprile 2005    | 2     | 3:57  | Fort Lauderdale, Stati Uniti |                                              |
| Vittoria  | 8-0    | Joe Albert          | Sottomissione (rear naked choke)     | Mass Destruction 19                                       | 26 febbraio 2005  | 3     | 3:47  | Boston, Stati Uniti          |                                              |
| Vittoria  | 7-0    | Ryan Ciotoli        | Sottomissione Tecnica (ghigliottina) | CZ 9: Hot Like Fire                                       | 14 dicembre 2004  | 3     | 0:34  | Revere, Stati Uniti          |                                              |
| Vittoria  | 6-0    | Mike Brown          | Sottomissione (rear naked choke)     | CZ 8: Street Justice                                      | 2 ottobre 2004    | 3     | 2:14  | Revere, Stati Uniti          |                                              |
| Vittoria  | 5-0    | Justin Blasich      | Sottomissione (rear naked choke)     | Mass Destruction 17                                       | 18 agosto 2004    | 1     | 1:02  | Boston, Stati Uniti          |                                              |
| Vittoria  | 4-0    | Renat Myzabekov     | Sottomissione (achilles lock)        | CZ 7: Gravel Pit                                          | 10 luglio 2004    | 1     | 0:40  | Revere, Stati Uniti          |                                              |
| Vittoria  | 3-0    | Kyle Sprouse        | Sottomissione (heel hook)            | CZ 6: Rampage                                             | 26 giugno 2004    | 1     | 0:26  | Taunton, Stati Uniti         |                                              |
| Vittoria  | 2-0    | Jerry Mosquea       | Sottomissione (pugni)                | MMA: Eruption                                             | 30 aprile 2004    | 1     | 2:37  | Lowell, Stati Uniti          |                                              |
| Vittoria  | 1-0    | David Gilrein       | Sottomissione (armbar)               | Mass Destruction 15                                       | 21 febbraio 2004  | 1     | 3:42  | Boston, Stati Uniti          |                                              |